# Bob Hewitt
Pour les articles homonymes, voir Hewitt.
Robert Anthony John Hewitt, dit Bob Hewitt, né le 12 janvier 1940 à Dubbo en Nouvelle-Galles du Sud, est un joueur de tennis professionnel australien puis sud-africain.
Après avoir épousé Delaille Nicholas, une jeune Sud-Africaine de Johannesburg, Bob Hewitt obtient la nationalité sud-africaine.

## Carrière
Bob Hewitt arrive sur le circuit amateur en 1958 alors qu'il n'a que 18 ans. Il remporte son premier titre en simple l'année suivante à Munich contre le Français Pierre Darmon. Il en remporte beaucoup d'autres (près de 25 titres jusqu'en 1967). Mais ses résultats furent plus modestes dans les tournois du Grand Chelem : aucun titre, aucune finale, seulement 3 fois demi-finaliste aux Championnats d'Australie (1960, 1962, 1963), 3 fois quart de finaliste à Wimbledon (1962, 1964, 1966) et enfin un quart de finale aux Championnats des États-Unis en 1967.
En revanche, les bons résultats s'accumulent dans les tournois de double, associé à son compatriote Fred Stolle. D'abord avec 2 titres aux Championnats d'Australie en 1963 et 1964 à chaque fois contre des paires australiennes (Ken Fletcher-John Newcombe) et (Roy Emerson- Ken Fletcher) et dans ces deux finales en cinq sets extrêmement disputés. Ensuite l'ère Open lui permet d'étoffer considérablement son palmarès dans ce secteur. En effet il trouve avec son futur compatriote, à la suite de sa naturalisation sud-africaine le grand Frew McMillan un partenaire des plus redoutables. Ce duo infernal a écumé le circuit international, particulièrement celui de l'ATP et de la WCT, en remportant un nombre considérable de titres. À citer entre autres 4 titres en Grand Chelem : Roland-Garros et Wimbledon en 1972, 1 victoire en 1977 à l'US Open et enfin de nouveau un autre titre à Wimbledon en 1978 cette fois contre le célèbre duo John McEnroe-Peter Fleming sur un score aisé (6-1, 6-4, 6-2). Ils terminent leur carrière en 1980 en remportant un de leurs derniers titres à Johannesburg pays d'adoption de Bob Hewitt. Le bilan de celui-ci en fin de parcours est tout simplement extraordinaire : 62 titres en simple et plus de 70 titres en double.
Et il faut encore y ajouter 6 titres en double mixte dans les tournois du Grand Chelem (Championnat d'Australie en 1961, Roland-Garros en 1970 et 1979, Wimbledon en 1977 et 1979 et US Open en 1979).
Bob Hewitt fait partie à la fois du cercle très fermé de joueurs ayant gagné plus de 130 tournois en simple et double confondus et d'avoir remporté les 4 tournois du Grand Chelem en double et en double mixte[pas clair]. L'argent qu'il a gagné en prix pendant sa carrière représente plus d'un million de dollars (somme considérable à l'époque).
Il a joué en Coupe Davis avec l'équipe d'Afrique du Sud entre 1967 et 1978. Il a aidé son équipe à atteindre la finale en 1974 lors de laquelle ils se sont imposés face à l'Inde par forfait.
Il est membre du International Tennis Hall of Fame depuis 1992. À la suite des accusations de viols et d'agressions sexuelles qui pèsent sur lui, il en est suspendu en 2012.
Le 23 mars 2015, il est reconnu coupable de deux viols et d'une agression sexuelle sur des adolescentes dont il était l'entraîneur dans les années 1980 et 1990,, et est condamné à six ans de prison.

## Palmarès
- ( Voir Records de titres au tennis pour les joueurs les plus titrés de l'histoire)

### Titres en simple amateurs (1959-1967): 24
|    | Année | Date              | Nom et lieu du tournoi                          | Surface        | Finaliste            | Score                |
| -- | ----- | ----------------- | ----------------------------------------------- | -------------- | -------------------- | -------------------- |
| 1  | 1959  | 10-16 août        | Munich Bavaria Championships (Allemagne)        | Terre battue   | Pierre Darmon        | 6-3 6-3 8-6          |
| 2  | 1960  | 28 déc-3 jan.     | Sydney (Manly) Seaside (Australie)              | Gazon          | Bob Mark             | 2-6 13-11 6-3        |
| 3  | 1960  | 15-21 mars        | Bathurst N.S.W. Hard Court (Australie)          | Terre battue   | Rod Laver            | 9-11 6-4 6-3         |
| 4  | 1961  | mars              | Grafton N.S.W. Hard Court (Australie)           | Terre battue   | ?                    | ?                    |
| 5  | 1961  | 19-24 juin        | Queen's (Londres) Grass Court (Angleterre)      | Gazon          | Chuck McKinley       | 6-2 6-3              |
| 6  | 1961  | 14-20 août        | Istanbul International of Istanbul (Turquie)    | Terre battue ? | Ken Fletcher         | 6-3 6-3 9-7          |
| 7  | 1961  | 28 août-3 sep.    | Athènes Greek Championships (Grèce)             | Terre battue   | Fred Stolle          | 6-3 3-6 3-6 6-2 6-3  |
| 8  | 1961  | octobre           | Canberra ACT Championships (Australie)          | Gazon          | John Newcombe        | ?                    |
| 9  | 1961  | 18-23 octobre     | Sydney Australian Hard Court (Australie)        | Terre battue   | Rod Laver            | 6-4 6-2 5-7 6-3      |
| 10 | 1962  | 23-29 avril       | Beyrouth Lebanon Championships (Liban)          | Terre battue   | Ken Fletcher         | 7-9 6-2 6-2 6-3      |
| 11 | 1962  | 29 oct-4 nov.     | Brisbane Queensland Championships (Australie)   | Gazon          | Rod Laver            | 1-6 6-3 6-4 1-6 7-5  |
| 12 | 1962  | 5-11 novembre     | Perth Western Australian (Australie)            | Gazon          | Neale Fraser         | 6-4 6-3 5-7 4-6 11-9 |
| 13 | 1964  | mai               | Reggio de Calabre Championships (Italie)        | Terre battue   | Tony Roche           | 7-5 8-6 6-2          |
| 14 | 1964  | 13-18 juillet     | Newport Welsh Championships (Pays de Galles)    | Gazon          | Iyo Pimentel         | 6-4 6-4              |
| 15 | 1964  | 1-6 septembre     | Johannesburg Championships (Afrique du Sud)     | Dur            | Abe Segal            | 6-3 2-6 7-5 6-2      |
| 16 | 1965  | 1-7 février       | Benoni Eastern Transvaal (Afrique du Sud)       | Dur            | Allen Fox            | 6-0 5-7 6-4 6-3      |
| 17 | 1965  | 15-21 février     | Bloemfontein OFS Championships (Afrique du Sud) | Dur            | Cliff Drysdale       | 2-6 6-4 3-6 6-3 8-6  |
| 18 | 1965  | 26 avril-2 mai    | Paris International of Paris (France)           | Terre battue   | Pierre Barthes       | 6-2 6-3 6-4          |
| 19 | 1965  | 31 mai-6 juin     | Berlin West Berlin Championships (Allemagne)    | Terre battue   | Ken Fletcher         | 1-6 0-6 8-6 6-2 6-2  |
| 20 | 1966  | 24-30 janvier     | Durban Natal Championships (Afrique du Sud)     | Dur            | Martin Mulligan      | 6-3 6-4 6-4          |
| 21 | 1966  | 4-9 juillet       | Newport Welsh Championships (Pays de Galles)    | Gazon          | John Newcombe        | 3-6 6-3 6-1          |
| 22 | 1966  | 29 août-4 sep.    | Téhéran Iran Championships (Iran)               | Terre battue   | Roger Taylor         | 4-6 6-3 6-3          |
| 23 | 1967  | 30 janvier-5 fév. | Durban Natal Championships (Afrique du Sud)     | Dur            | Jack Saul            | 6-3 4-6 6-2 6-4      |
| 24 | 1967  | 27 février-5 mars | Kampala Uganda Championships (Ouganda)          | ?              | John Cooper (tennis) | 6-3 6-1              |

### Titres en simple pendant l'Ère Open (1968-1974): 38
|    | Année | Date              | Nom et lieu du tournoi                            | Surface        | Finaliste             | Score               |
| -- | ----- | ----------------- | ------------------------------------------------- | -------------- | --------------------- | ------------------- |
| 1  | 1968  | 12-18 août        | Baltimore Maryland Invitational (États-Unis)      | ?              | Colin Stubs           | 6-1 6-4             |
| 2  | 1968  | 14-19 octobre     | Stalybridge Tameside Dewar Cup (Angleterre)       | Bois           | Gerald Battrick       | 6-2 6-3             |
| 3  | 1968  | 28 octobre-2 nov. | Aberavon Wales Dewar Cup (Pays de Galles)         | Bois           | Owen Davidson         | 6-3 6-4             |
| 4  | 1968  | 4-9 novembre      | Torquay Devon Dewar Cup (Angleterre)              | Bois           | Owen Davidson         | 6-3 6-4             |
| 5  | 1968  | 11-16 novembre    | Queen's (Londres) British Indoor (Angleterre)     | Bois           | Robert Lutz           | 4-6 6-2 6-4 10-8    |
| 6  | 1969  | 30 déc-5 jan.     | East London Border Championships (Afrique du Sud) | Dur            | Robert Maud           | 6-2 2-6 6-4         |
| 7  | 1969  | 6-12 janvier      | Port Elizabeth Eastern Province (Afrique du Sud)  | Dur            | Mark Cox              | 6-3 8-10 6-4        |
| 8  | 1969  | 13-19 janvier     | Le Cap Western Province (Afrique du Sud)          | Dur            | Robert Maud           | 6-4 8-6             |
| 9  | 1969  | 7-12 juillet      | Dublin Irish Championships (Irlande)              | Gazon          | Nikola Pilić          | 6-3 6-2             |
| 10 | 1969  | 14-20 juillet     | Munich Bavarian Open (Allemagne)                  | Terre battue   | Christian Kuhnke      | 6-4 3-6 6-2 6-2     |
| 11 | 1969  | 28 juillet-3 août | Québec Pro Championships (Canada)                 | ?              | Željko Franulović     | 6-3 3-6 8-6 8-6     |
| 12 | 1969  | 21-27 août        | Istanbul Turkey Open (Turquie)                    | Terre battue   | Robert Maud           | 6-3 8-6 6-1         |
| 13 | 1969  | 28 août-3 sep.    | Beyrouth Lebanon Championships (Liban)            | Terre battue   | José Edison Mandarino | 7-5 7-5 6-2         |
| 14 | 1970  | 29 déc-4 jan.     | Port Elizabeth Eastern Province (Afrique du Sud)  | Dur            | Mark Cox              | 4-6 6-3 8-6         |
| 15 | 1970  | 5-11 janvier      | Bloemfontein OFS Championships (Afrique du Sud)   | Dur            | Mark Cox              | 7-5 6-3             |
| 16 | 1970  | 6-12 avril        | Durban Natal Open (Afrique du Sud)                | Dur            | Cliff Drysdale        | 6-4 3-6 6-4 6-3     |
| 17 | 1970  | 24-30 août        | Istanbul Turkey Open (Turquie)                    | Terre battue   | Željko Franulović     | 2-6 3-6 6-2 7-5 6-4 |
| 18 | 1970  | 14-20 décembre    | Bloemfontein Open Championships (Afrique du Sud)  | Dur            | Derek Schroder        | 6-3 6-0             |
| 19 | 1971  | 28 déc-3 jan.     | Port Elizabeth Eastern Province (Afrique du Sud)  | Dur            | Reyno Seegers         | 6-2 5-7 6-4         |
| 20 | 1971  | 4-10 janvier      | Le Cap Western Province (Afrique du Sud)          | Dur            | Collen Rees           | 6-1 6-1             |
| 21 | 1971  | 29 mars-4 avril   | Durban Natal Open (Afrique du Sud)                | Dur            | Manuel Santana        | 7-6 6-1 6-1         |
| 22 | 1971  | 26-31 juillet     | Newcastle Green Shield Open (Angleterre)          | Gazon          | Ray Keldie            | 6-1 6-4             |
| 23 | 1971  | 11-16 octobre     | Édimbourg Scotland Dewar Cup (Écosse)             | Bois           | Gerald Battrick       | 7-6 6-3             |
| 24 | 1971  | 1-6 novembre      | Aberavon Wales Dewar Cup (Pays de Galles)         | Bois           | Gerald Battrick       | 7-5 6-4             |
| 25 | 1971  | 8-13 novembre     | Torquay Devon Dewar Cup (Angleterre)              | Bois           | Gerald Battrick       | 3-6 6-1 6-2         |
| 26 | 1972  | 27 déc-1erjan.    | Port Elizabeth Eastern Province (Afrique du Sud)  | Dur            | Nicky Kalogeropoulos  | 6-4 6-1             |
| 27 | 1972  | 3-8 janvier       | Le Cap Western Province (Afrique du Sud)          | Dur            | François Jauffret     | 3-6 6-3 6-4         |
| 28 | 1972  | 8-13 mai          | Bournemouth British Hard Court (Angleterre)       | Terre battue   | Pierre Barthes        | 6-2 6-4 6-3         |
| 29 | 1972  | 15-20 mai         | Lee-on-Solent Hampshire Open (Angleterre)         | Terre battue ? | Andrew Pattison       | 8-6 6-2             |
| 30 | 1972  | 12-17 juin        | Bristol Wills Open (Angleterre)                   | Terre battue   | Alex Olmedo           | 6-4 6-3             |
| 31 | 1972  | 10-15 juillet     | Dublin Irish Open (Irlande)                       | Gazon          | Frew McMillan         | 6-1 6-2             |
| 32 | 1972  | 24-30 juillet     | Tanglewood Classic (États-Unis)                   | Dur            | Andrew Pattison       | 3-6 6-3 6-1         |
| 33 | 1972  | 7-13 août         | Indianapolis U.S. Clay Court (États-Unis)         | Terre battue   | Jimmy Connors         | 7-5 6-1 6-2         |
| 34 | 1972  | 18-23 déc.        | Le Cap Western Championships (Afrique du Sud)     | Dur            | Jürgen Fassbender     | 6-2 6-1             |
| 35 | 1973  | janvier           | Le Cap Western Province (Afrique du Sud)          | Dur            | ?                     | ?                   |
| 36 | 1974  | 9-14 décembre     | Durban Natal Open (Afrique du Sud)                | Dur            | John Yuill            | 7-6 6-2             |
| 37 | 1974  | 16-21 décembre    | Le Cap Western Championships (Afrique du Sud)     | Dur            | Pat Cramer            | 6-1 6-0             |
| 38 | 1974  | 23-28 décembre    | Port Elizabeth Eastern Province (Afrique du Sud)  | Dur            | Pat Cramer            | 2-6 7-6 6-0         |

### Finales en simple
- 1963 : Hambourg
- 1968 : Rome
- 1970 : Bournemouth, Eastbourne
- 1975 : Monte-Carlo WCT, South Orange

### Titres en double
- 1969 : Berlin (avec Frew McMillan)
- 1970 : Washington (avec Frew McMillan), Hambourg (avec Frew McMillan)
- 1972 : Bournemouth (avec Frew McMillan), Roland Garros (avec Frew McMillan), Bristol (avec Frew McMillan), Wimbledon (avec Frew McMillan), Tanglewood (avec Andrew Pattison), Cincinnati (avec Frew McMillan), Indianapolis (avec Frew McMillan), Albany (avec Frew McMillan)
- 1974 : Washington WCT (avec Frew McMillan), Rotterdam (avec Frew McMillan), Munich WCT (avec Frew McMillan), Johannesburg WCT (avec Frew McMillan), World Doubles WCT (avec Frew McMillan), Johannesburg (avec Frew McMillan)
- 1975 : Rotterdam WCT (avec Frew McMillan), Munich WCT (avec Frew McMillan), Monte-Carlo WCT (avec Frew McMillan), Stockholm (avec Frew McMillan)
- 1976 : Colombus WCT (avec Frew McMillan), Baltimore (avec Frew McMillan), Montréal (avec Raúl Ramírez), Vienne (avec Frew McMillan), Cologne (avec Frew McMillan), Stockholm (avec Frew McMillan)
- 1977 : Philadelphia WCT (avec Frew McMillan), Springfield (avec Frew McMillan), San José (avec Frew McMillan), Palm Springs (avec Frew McMillan), Johannesburg (avec Frew McMillan), La Costa (avec Frew McMillan), Los Angeles (avec Frew McMillan), Jackson (avec Frew McMillan), Hambourg (avec Karl Meiler), Montréal (avec Raúl Ramírez), US Open (avec Frew McMillan), Madrid (avec Frew McMillan), Vienne (avec Frew McMillan), Cologne (avec Frew McMillan)
- 1978 : Philadelphia WCT (avec Frew McMillan), Richmond WCT (avec Frew McMillan), St. Louis WCT (avec Frew McMillan), Denver (avec Frew McMillan), Johannesburg (avec Frew McMillan), Queen's (avec Frew McMillan), Wimbledon (avec Frew McMillan), Washington (avec Arthur Ashe)
- 1979 : Båstad (avec Heinz Günthardt), Bâle (avec Frew McMillan), Vienne (avec Frew McMillan), Johannesburg (avec Frew McMillan)
- 1980 : Johannesburg (avec Frew McMillan), Munich (avec Heinz Günthardt)

| Année | Date                 | Nom et lieu du tournoi                         | Surface      | Partenaire    | Finalistes                    | Score                     |
| ----- | -------------------- | ---------------------------------------------- | ------------ | ------------- | ----------------------------- | ------------------------- |
| 1962  |                      | Wimbledon                                      | Gazon        | Fred Stolle   |                               | 6-2, 5-7, 6-2, 6-4        |
| 1963  | 7-19 janvier         | Australian Championships (Adélaïde)            | Gazon        | Fred Stolle   | Ken Fletcher John Newcombe    | 6-2, 3-6, 6-3, 3-6, 6-3   |
| 1964  | 1-13 janvier         | Australian Championships (Brisbane)            | Gazon        | Fred Stolle   | Roy Emerson Ken Fletcher      | 6-4, 7-5, 3-6, 4-6, 14-12 |
| 1964  |                      | Wimbledon                                      | Gazon        | Fred Stolle   | Roy Emerson Ken Fletcher      | 7-5, 11-9, 6-4            |
| 1967  |                      | Wimbledon                                      | Gazon        | Frew McMillan | Roy Emerson Ken Fletcher      | 6-2, 6-3, 6-4             |
| 1972  | 22 mai-4 juin        | Internationaux de France de tennis French Open | Terre battue | Frew McMillan | Patricio Cornejo Jaime Fillol | 6-3, 8-6, 3-6, 6-1        |
| 1972  | 26 juin-9 juillet    | Wimbledon                                      | Gazon        | Frew McMillan | Stan Smith Erik van Dillen    | 6-2, 6-2, 9-7             |
| 1977  | 31 août-11 septembre | US Open (Forest Hills)                         | Terre battue | Frew McMillan | Brian Gottfried Raúl Ramírez  | 6-4, 6-0                  |
| 1978  | 26 juin-8 juillet    | Wimbledon                                      | Gazon        | Frew McMillan | Peter Fleming John McEnroe    | 6-1, 6-4, 6-2             |

### Finales perdues en double
- 1969 : Durban (avec Frew McMillan)
- 1970 : Cincinnati (avec Frew McMillan)
- 1972 : Hambourg (avec Ion Țiriac)
- 1974 : Little Rock (avec Vitas Gerulaitis), Vienne (avec Frew McMillan), Stockholm (avec Frew McMillan)
- 1975 : Johannesburg WCT (avec Frew McMillan), Téhéran (avec Frew McMillan)
- 1976 : Philadelphia WCT (avec Frew McMillan), San Francisco (avec Brian Gottfried), Madrid (avec Frew McMillan), Barcelone (avec Frew McMillan)
- 1977 : Little Rock (avec Frew McMillan), Las Vegas (avec Raúl Ramírez), Gstaad (avec Colin Dowdeswell), Cincinnati (avec Roscoe Tanner), Téhéran (avec Frew McMillan), Barcelone (avec Frew McMillan)
- 1978 : Palm Springs (avec Frew McMillan), Las Vegas (avec Raúl Ramírez), Gstaad (avec Kim Warwick), Vienne (avec Frew McMillan), Cologne (avec Frew McMillan), Johannesburg (avec Frew McMillan)
- 1979 : Toronto (avec Heinz Günthardt)
- 1980 : Bâle (avec Frew McMillan)

| Année | Date    | Nom et lieu du tournoi              | Surface | Vainqueurs               | Partenaire   | Score                    |
| ----- | ------- | ----------------------------------- | ------- | ------------------------ | ------------ | ------------------------ |
| 1961  |         | The Championships (Wimbledon)       | Gazon   | Roy Emerson Neale Fraser | Fred Stolle  | 6-4, 6-8, 6-4, 6-8, 8-6  |
| 1962  | janvier | Australian Championships (Adélaïde) | Gazon   | Roy Emerson Neale Fraser | Fred Stolle  | 4-6, 4-6, 6-1, 6-4, 11-9 |
| 1965  |         | The Championships (Wimbledon)       | Gazon   | John Newcombe Tony Roche | Ken Fletcher | 7-5, 6-3, 6-4            |

### Titres en double mixte
|   | Date | Nom et lieu du tournoi                    | Cat.      | ($) | Surface             | Partenaire       | Finalistes                         | Score         |
| - | ---- | ----------------------------------------- | --------- | --- | ------------------- | ---------------- | ---------------------------------- | ------------- |
| 1 | 1961 | Australian Championships, Melbourne       | G. Chelem |     | Herbe (ext.)        | Jan Lehane       | Mary Carter Reitano John Pearce    | 9-7, 6-2      |
| 2 | 1970 | Internationaux de France de tennis, Paris | G. Chelem |     | Terre battue (ext.) | Billie Jean King | Françoise Dürr Jean-Claude Barclay | 3-6, 6-4, 6-2 |
| 3 | 1979 | Internationaux de France de tennis, Paris | G. Chelem |     | Terre battue (ext.) | Wendy Turnbull   | Virginia Ruzici Ion Țiriac         | 6-3, 2-6, 6-3 |

### Finale en double mixte
|   | Date | Nom et lieu du tournoi        | Cat. | ($) | Surface      | Vainqueurs                 | Partenaire | Score    |
| 1 | 1961 | Internationaux d'Italie, Rome |      |     | Terre battue | Margaret Court Roy Emerson | Jan Lehane | 6-1, 6-1 |

## Parcours dans les tournois duGrand Chelem

### En simple
| Année | Open d'Australie | Open d'Australie | Internationaux de France | Internationaux de France | Wimbledon       | Wimbledon     | US Open         | US Open     | Open d'Australie | Open d'Australie |
| ----- | ---------------- | ---------------- | ------------------------ | ------------------------ | --------------- | ------------- | --------------- | ----------- | ---------------- | ---------------- |
| 1958  | 1er tour (1/16)  | M. Anderson      | —                        | —                        | —               | —             | —               | —           | n.o.             | n.o.             |
| 1959  | 2e tour (1/16)   | A. Gimeno        | 1er tour (1/64)          | C. Fernandes             | 3e tour (1/16)  | W. Knight     | —               | —           | n.o.             | n.o.             |
| 1960  | 1/2 finale       | N. Fraser        | 2e tour (1/32)           | I. Buding                | 3e tour (1/16)  | I. Vermaak    | 3e tour (1/16)  | D. Ralston  | n.o.             | n.o.             |
| 1961  | 1/8 de finale    | C. Kuhnke        | 1/8 de finale            | C. Fernandes             | 1/8 de finale   | R. Laver      | —               | —           | n.o.             | n.o.             |
| 1962  | 1/2 finale       | R. Laver         | 2e tour (1/32)           | G. Merlo                 | 1/4 de finale   | M. Mulligan   | —               | —           | n.o.             | n.o.             |
| 1963  | 1/2 finale       | R. Emerson       | 1/8 de finale            | R. Wilson                | 3e tour (1/16)  | M. Mulligan   | —               | —           | n.o.             | n.o.             |
| 1964  | 1/8 de finale    | M. Sangster      | 1/8 de finale            | M. Santana               | 1/4 de finale   | R. Emerson    | —               | —           | n.o.             | n.o.             |
| 1965  | —                | —                | 1/8 de finale            | P. Barthes               | 1/8 de finale   | F. Stolle     | —               | —           | n.o.             | n.o.             |
| 1966  | —                | —                | —                        | —                        | 1/4 de finale   | D. Ralston    | —               | —           | n.o.             | n.o.             |
| 1967  | —                | —                | 1/8 de finale            | P. Darmon                | 2e tour (1/32)  | C. Pasarell   | 1/4 de finale   | J. Newcombe | n.o.             | n.o.             |
| 1968  | —                | —                | 3e tour (1/16)           | Ž. Franulović            | 1/8 de finale   | B. Buchholz   | —               | —           | n.o.             | n.o.             |
| 1969  | —                | —                | 3e tour (1/16)           | I. Gulyás                | 1er tour (1/64) | C. Richey     | —               | —           | n.o.             | n.o.             |
| 1970  | —                | —                | 2e tour (1/32)           | V. Zedník                | 1/8 de finale   | R. Carmichael | 2e tour (1/32)  | B. Bowrey   | n.o.             | n.o.             |
| 1971  | —                | —                | —                        | —                        | 1er tour (1/64) | J. Newcombe   | 2e tour (1/32)  | M. Riessen  | n.o.             | n.o.             |
| 1972  | —                | —                | 2e tour (1/32)           | G. Vilas                 | 1er tour (1/64) | J. Connors    | 1/8 de finale   | I. Năstase  | n.o.             | n.o.             |
| 1973  | —                | —                | —                        | —                        | —               | —             | —               | —           | n.o.             | n.o.             |
| 1974  | —                | —                | —                        | —                        | 2e tour (1/32)  | D. Crealy     | —               | —           | n.o.             | n.o.             |
| 1975  | —                | —                | —                        | —                        | 1er tour (1/64) | A. Ashe       | 1/8 de finale   | A. Pattison | n.o.             | n.o.             |
| 1976  | —                | —                | —                        | —                        | 1er tour (1/64) | D. Collings   | 1er tour (1/64) | J. Connors  | n.o.             | n.o.             |
| 1977  | 1er tour (1/32)  | C. Pasarell      | 1er tour (1/64)          | J. Borowiak              | 1er tour (1/64) | K. Meiler     | 1er tour (1/64) | I. Molina   | —                | —                |
| 1978  | n.o.             | n.o.             | 1er tour (1/64)          | I. Molina                | 3e tour (1/16)  | J. Alexander  | 1er tour (1/64) | B. Borg     | —                | —                |

N.B. : à droite du résultat se trouve le nom de l'ultime adversaire.

### En double
Parcours en double à partir de 1968.
| Année | Open d'Australie      | Open d'Australie | Internationaux de France  | Internationaux de France | Wimbledon                   | Wimbledon               | US Open                     | US Open                 | Open d'Australie | Open d'Australie |
| ----- | --------------------- | ---------------- | ------------------------- | ------------------------ | --------------------------- | ----------------------- | --------------------------- | ----------------------- | ---------------- | ---------------- |
| 1968  | —                     | —                | 1/2 finale F. McMillan    | K. Rosewall F. Stolle    | 1/2 finale F. McMillan      | K. Rosewall F. Stolle   | 1/8 de finale R. Moore      | C. Graebner C. Pasarell | n.o.             | n.o.             |
| 1969  | —                     | —                | 1/4 de finale F. McMillan | T. Okker M. Riessen      | 1/2 finale F. McMillan      | J. Newcombe T. Roche    | —                           | —                       | n.o.             | n.o.             |
| 1970  | —                     | —                | 3e tour (1/16) R. Howe    | I. Buding H.-J. Ploetz   | 1/2 finale F. McMillan      | J. Newcombe T. Roche    | 1/4 de finale F. McMillan   | R. Emerson R. Laver     | n.o.             | n.o.             |
| 1971  | —                     | —                | —                         | —                        | 1er tour (1/32) F. McMillan | C. Graebner T. Koch     | 1/2 finale F. McMillan      | J. Newcombe R. Taylor   | n.o.             | n.o.             |
| 1972  | —                     | —                | Victoire F. McMillan      | P. Cornejo J. Fillol     | Victoire F. McMillan        | S. Smith E. Van Dillen  | 1er tour (1/32) F. McMillan | J. Cooper C. Dibley     | n.o.             | n.o.             |
| 1973  | —                     | —                | —                         | —                        | —                           | —                       | —                           | —                       | n.o.             | n.o.             |
| 1974  | —                     | —                | —                         | —                        | 2e tour (1/16) F. McMillan  | Gottfried R. Ramírez    | —                           | —                       | n.o.             | n.o.             |
| 1975  | —                     | —                | —                         | —                        | 1/4 de finale F. McMillan   | Dowdeswell A. Stone     | 1er tour (1/32) F. McMillan | C. Pasarell R. Tanner   | n.o.             | n.o.             |
| 1976  | —                     | —                | —                         | —                        | 1er tour (1/32) F. McMillan | V. Amritraj A. Amritraj | 1/4 de finale F. McMillan   | P. Kronk C. Letcher     | n.o.             | n.o.             |
| 1977  | 1/2 finale S. Stewart | A. Ashe T. Roche | 1/2 finale I. Năstase     | Gottfried R. Ramírez     | 1/4 de finale F. McMillan   | R. Case G. Masters      | Victoire F. McMillan        | R. Ramírez Gottfried    | —                | —                |
| 1978  | n.o.                  | n.o.             | 2e tour (1/16) P. Dent    | I. El Shafei B. Fairlie  | Victoire F. McMillan        | P. Fleming J. McEnroe   | 1/4 de finale F. McMillan   | M. Riessen S. Stewart   | —                | —                |
| 1979  | n.o.                  | n.o.             | 1/8 de finale Günthardt   | P. Dupré S. Smith        | 1/2 finale F. McMillan      | P. Fleming J. McEnroe   | 1/4 de finale F. McMillan   | R. Lutz S. Smith        | —                | —                |
| 1980  | n.o.                  | n.o.             | —                         | —                        | —                           | —                       | 1/4 de finale F. McMillan   | R. Lutz S. Smith        | —                | —                |

N.B. : le nom du ou de la partenaire se trouve sous le résultat ; le nom des ultimes adversaires se trouve à droite.

## Participation aux Masters

### En double
| Année | Ville    | Surface         | Partenaire    | Résultats | Résultat final |
| ----- | -------- | --------------- | ------------- | --------- | -------------- |
| 1977  | New York | Moquette indoor | Frew McMillan | 2v, 0d    | Vainqueur      |
| 1978  | New York | Moquette indoor | Frew McMillan | 0v, 1d    | Demi-finaliste |